# سيزار مينا
سيزار أوغوستو مينا موسكيرا (بالإسبانية: César Mena)‏ (مواليد 15 أكتوبر 1988 في بوغوتا، كولومبيا) لاعب كرة قدم كولومبي يلعب حاليا لنادي سان خوسيه من الدوري البوليفي.

## وصلات خارجية
- سيزار مينا على موقع قاعدة بيانات كرة القدم.إي يو (الإنجليزية)
- سيزار مينا على موقع Soccerway.com (الإنجليزية)
- سيزار مينا على موقع AS.com (الإسبانية)

- سيزار مينا  على سكروي